# Тайвань на зимних Олимпийских играх 1994
Китайская Республика участвовала в зимних Олимпийских играх 1994 под названием «Китайский Тайбэй», но не завоевала ни одной медали.
Китайскую Республику на Олимпиаде представляли два спортсмена-бобслеиста, которые соревновались в двойках, где заняли 35-е место.

## Бобслей
| Название | Спортсмены               | Соревнование | Попытка 1 | Попытка 1 | Попытка 2 | Попытка 2 | Попытка 3 | Попытка 3 | Попытка 4 | Попытка 4 | Сумма   | Сумма |
| Название | Спортсмены               | Соревнование | Время     | Место     | Время     | Место     | Время     | Место     | Время     | Место     | Время   | Место |
| -------- | ------------------------ | ------------ | --------- | --------- | --------- | --------- | --------- | --------- | --------- | --------- | ------- | ----- |
| TPE-1    | Сунь Гуанмин Чжан Минжун | Двойки       | 54,48     | 33        | 54,63     | 32        | 55,24     | 39        | 55,09     | 36        | 3:39,44 | 35    |